# Diocesi di Migirpa
La diocesi di Migirpa (in latino Dioecesis Migirpensis) è una sede soppressa e sede titolare della Chiesa cattolica.

## Storia
Migirpa, nei pressi di Cartagine nell'odierna Tunisia, è un'antica sede episcopale della provincia romana dell'Africa Proconsolare, suffraganea dell'arcidiocesi di Cartagine.
Sono cinque i vescovi documentati di Migirpa. Primo prese parte al concilio di Cartagine convocato il 1º settembre 256 da san Cipriano per discutere della questione relativa alla validità del battesimo amministrato dagli eretici, e figura al 2º posto nelle Sententiae episcoporum. Tuto partecipò al concilio cartaginese del 397. Alla conferenza di Cartagine del 411, che vide riuniti assieme i vescovi cattolici e donatisti dell'Africa romana, presero parte il cattolico Vittore e il donatista Glorioso. Pascasio infine assistette al sinodo riunito a Cartagine dal re vandalo Unerico nel 484, in seguito al quale venne esiliato in Corsica.
Dal 1933 Migirpa è annoverata tra le sedi vescovili titolari della Chiesa cattolica; dall'8 marzo 2019 il vescovo titolare è Andris Kravalis, I.N.D.V., vescovo ausiliare di Riga.

## Cronotassi

### Vescovi residenti
- Primo † (menzionato nel 256)
- Tuto † (menzionato nel 397)
- Vittore † (menzionato nel 411)
  - Glorioso † (menzionato nel 411) (vescovo donatista)
- Pascasio † (menzionato nel 484)

### Vescovi titolari
- Martin Wiesend † (19 gennaio 1967 - 7 marzo 2003 deceduto)
- Daniel Joseph Bohan † (14 maggio 2003 - 30 marzo 2005 nominato arcivescovo di Regina)
- Joseph Jude Tyson (12 maggio 2005 - 12 aprile 2011 nominato vescovo di Yakima)
- Michael Gerber (12 giugno 2013 - 13 dicembre 2018 nominato vescovo di Fulda)
- Andris Kravalis, I.N.D.V., dall'8 marzo 2019